# 経済的、社会的及び文化的権利委員会
経済的、社会的及び文化的権利委員会（けいざいてき、しゃかいてきおよびぶんかてきけんりいいんかい、英語: Committee on Economic, Social and Cultural Rights）、または社会権規約委員会（しゃかいけんきやくいいんかい）は、経済的、社会的及び文化的権利に関する国際規約（社会権規約）の履行を確保するために国連経済社会理事会の下に1985年に設置された委員会である。英語略称CESCR。

## 概要
1966年に採択された社会権規約では、国際的実施措置として報告制度を設けているが、独自の条約機関は設けられず、国連経済社会理事会（経社理）が締約国から提出される報告の審査に当たることとされている。当初は経社理の会期作業部会が審査を補助することとされたが、実際の審査がなおざりになりがちであったことから、1985年、経社理の決議で社会権規約委員会が設置され、1987年から活動を開始した（→#沿革）。
委員会は18名の個人資格の専門家（任期4年）から成り、ジュネーヴで年2回、それぞれ3週間の会期と1週間の会期前作業部会を開いている（→#構成、#活動）。
委員会は報告審査のほか、一般的意見の発出を通しても、社会権規約の概念確定と規約の実効性強化に努めている。他の人権条約機関以上に独立性を発揮し新機軸を打ち出している、また野心的な作業を行っているとの評価がある（→#活動）。

## 沿革
社会権規約は、1966年12月16日、国際連合総会によって採択され、1976年1月3日効力を発生した。同時に採択された市民的及び政治的権利に関する国際規約（自由権規約）では実施機関として規約人権委員会が設置されたのに対し、社会権規約ではこのような条約機関の設置が定められなかった。これは、経済的・社会的権利の市民的・政治的権利との違い（前者については締約国は即時実施の義務を負わず、司法判断にもなじまないこと）を理由に、自由権規約のような実施措置を望まない国の意見があったためである。その結果、社会権規約が定める唯一の国際的実施措置である報告制度については、締約国は国連事務総長に政府報告書を提出するとともに、その写しを経済社会理事会（経社理）に提出し、独自の実施機関ではなく経社理がこれを審議することとされた。
経社理は、当初、1976年の決議により会期作業部会 (Sessional Working Group) を設置し、社会権規約の報告書審査を補助する任務を与えた。作業部会は、締約国の代表15名から構成され、その選出に際しては地理的配分に考慮を払うこととされた。しかし、作業部会による審査については、表面的であり政治的に利用されている、報告書の検討・評価の基準が設定されていない、作業部会の報告書で実質的な結論が示されていない、専門機関、特に国際労働機関 (ILO) の参加を阻む動きがあった、構成員が固定せず出席もまばらである、審査に与えられた時間が短い、審査の実質面では締約国の政策の背景にある事情を考慮していないなどの多くの問題が指摘されていた。また、社会権規約21条による経社理から総会への報告も8年間全く行われなかった。
そこで、1985年5月28日、経社理は、作業部会を改編する形で、18名の個人資格の専門家から成る社会権規約委員会を設置し、社会権規約の実施措置に関する業務を行わせることとした（決議1985/17）。委員会は経社理の責務を援助するために「締約国の報告と専門機関が提出する報告の検討に基づく提案、および一般的な性格を有する勧告を行う」こととされた。委員会は1987年に第1回会期を開催して活動を開始した。

国際人権法学者フィリップ・オルストン。社会権規約委員会が活動開始した1987年から1991年まで報告者 (Rapporteur) を務め、1991年から1998年まで委員長を務めた。

社会権規約委員会は、他の人権条約機関と異なり、条約上明示的な基礎を持たない点、また委員は締約国ではなく経社理により選ばれる点で、正確には条約機関ではないとされる。しかし、他の人権条約機関以上に独立性を発揮し、規範や概念の明確化作業に取り組んでいると評価されている。その背景として、委員会設置当初から委員を務めたオーストラリア出身の国際人権法学者フィリップ・オルストン (Philip Alston) をはじめ、有力な法律家が委員としてそろったことが貢献しているとされる。
2008年12月10日、国連総会で、個人通報制度、国家通報制度、調査制度を定める経済的、社会的及び文化的権利に関する国際規約の選択議定書が採択された。これが発効すれば、委員会に新しい任務が加わる。

## 構成
社会権規約委員会は、人権の分野において能力を認められた個人資格の専門家18名で構成されることとされ、その選出については公正な地理的配分、および異なる社会的・法的システムからの代表性に配慮することとされている。委員は、社会権規約締約国の推薦した者のリストの中から、経社理で秘密投票により選挙される。任期は4年であり、再選可能である。2年ごとに半数が改選される。
委員会は、委員の中から、公正な地理的配分を考慮しながら委員長、3人の副委員長および報告者 (Rapporteur) を選出することとされ、その任期は2年で再選可能である。委員会の定足数は12人である。各委員には1票ずつの投票権があり、多数決によって決定を行うことができるが、コンセンサスによる意思決定を行うよう努力することとされており、実際、委員会では全ての意思決定をコンセンサスで行っている。
2012年現在の委員は次のとおりである。
| 氏名                                  | 出身国       | 任期満了年 |
| ------------------------------------- | ------------ | ---------- |
| Aslan Khuseinovich Abashidze          | ロシア       | 2014       |
| Mohamed Ezzeldin abdel-Moneim         | エジプト     | 2012       |
| Clement Atangana                      | カメルーン   | 2014       |
| Rocío Barahona Riera                  | コスタリカ   | 2012       |
| Jun Cong                              | 中国         | 2012       |
| Chandrashekhar Dasgupta               | インド       | 2014       |
| Zdzislaw Kedzia（副委員長）           | ポーランド   | 2012       |
| Azzouz Kerdoun                        | アルジェリア | 2014       |
| Jaime Marchan Romero                  | エクアドル   | 2014       |
| Sergei Martynov                       | ベラルーシ   | 2012       |
| Ariranga Govindasamy Pillay（委員長） | モーリシャス | 2012       |
| Renato Zerbini Ribeiro Leão           | ブラジル     | 2014       |
| Eibe Riedel                           | ドイツ       | 2014       |
| Waleed Sadi（報告者）                 | ヨルダン     | 2012       |
| Nicolaas Jan Schrijver（副委員長）    | オランダ     | 2012       |
| Heisoo Shin                           | 韓国         | 2014       |
| Philippe Texier                       | フランス     | 2012       |
| Alvaro Tirado Mejia（副委員長）       | コロンビア   | 2014       |

国連人権高等弁務官事務所 (OHCHR) が事務局を務める。

## 活動

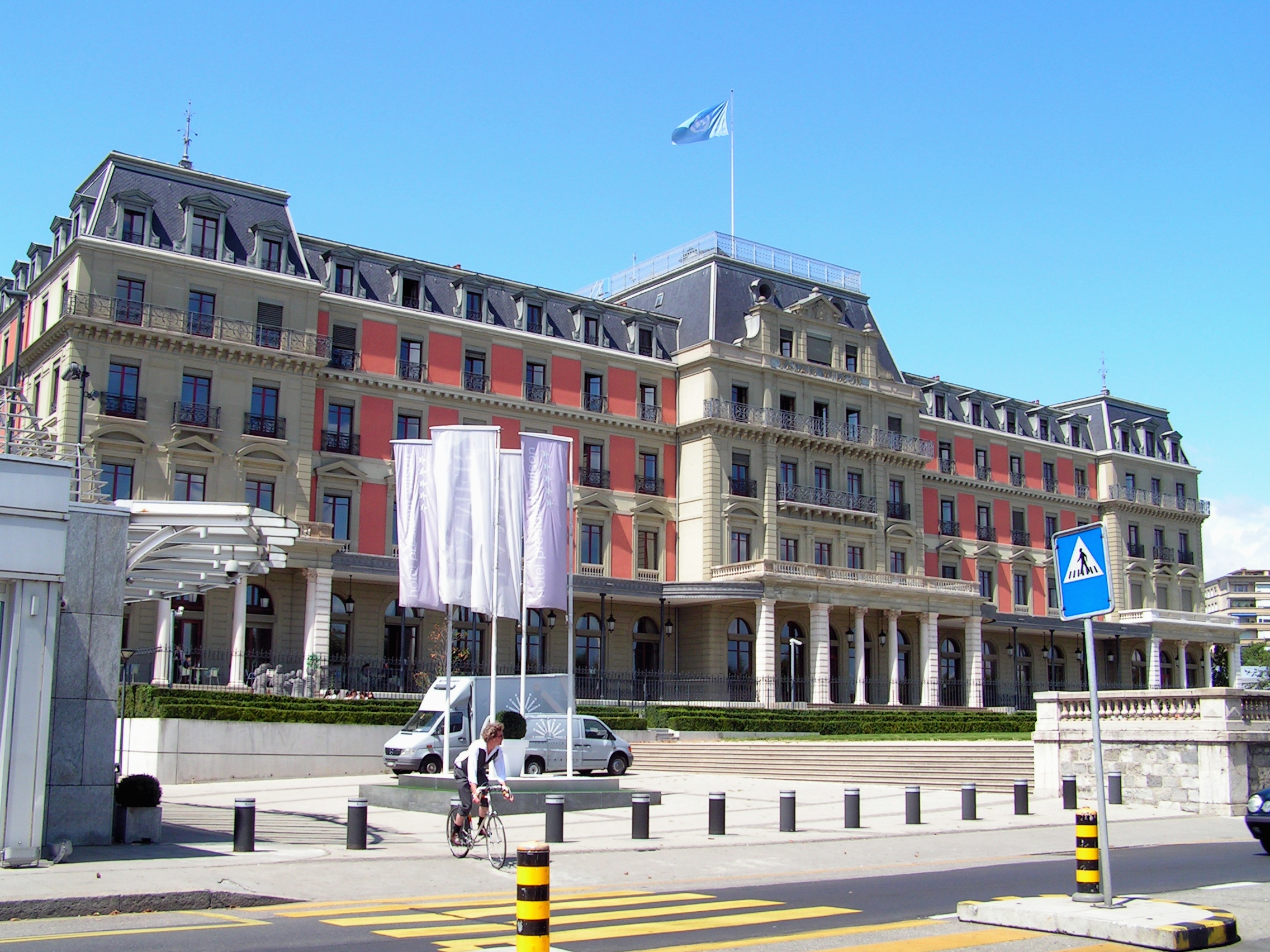
社会権規約委員会の会期が開催されるスイス・ジュネーヴのパレ・ウィルソン (Palais Wilson) ビル（OHCHR本部所在地）。

社会権規約委員会は、当初の経社理決議においては、毎年最大3週間の会期をジュネーヴとニューヨークで交互に開催することとされていたが、開催地については、1986年、ジュネーヴとすることが決定された。また、締約国の増加とともに提出される報告書の数も増えたため、1993年以降は3週間を追加して年2回（各3週間）の会期が認められるようになった。1995年、締約国の数が委員会設置当時の1.5倍を上回る133か国となったことを踏まえ、経社理は、恒常的措置として、年2回、5月と11月-12月にそれぞれ3週間の会期を開くとともに、それらの会期に引き続き、次回会期の検討事項を準備するため委員5名による5日間の会期前作業部会を開くことを認めた。
委員会の公用語はアラビア語、英語、フランス語、ロシア語、スペイン語であり、作業言語は英語、フランス語、ロシア語、スペイン語とされている。議事は、委員会で非公開とする決定を行わない限り、公開で行われる。委員会の報告書、正式の決定その他の公式文書は、原則として一般に公表される。

### 報告審査

#### 報告書の提出義務
社会権規約の締約国は、規約において認められる権利の実現のためにとった措置、およびこれらの権利の実現についてもたらされた進歩に関する報告を提出することとされている（規約16条）。
社会権規約自体には、締約国による報告書提出の時期については具体的な定めはなく、17条で経社理に委ねられている。経社理は、当初、規約の個別的権利規定を(1)6条から9条まで、(2)10条から12条まで、(3)13条から15条までの三つに分け、それぞれ2年間で提出することとしていた。これは、ILO、WHO、FAO、ユネスコのような専門機関が関与しやすいよう、各専門機関の分野に対応して審査を分けようとしたものであったが、ソ連等のILOへの反感が原因となって専門機関の関与は進まなかった。他方で、1か国の審査を終えるのに最低6年を要し締約国の負担が大きい上、各国の全体的な状況を把握しにくいという弊害があった。そのため、1988年から、単一の包括的報告書（グローバル・レポート）を5年ごとに提出することとされた（第1回報告書の提出は当該国に対する規約発効から2年以内）。1995年1月以降提出の報告書は全てグローバル・レポートとなっている。

#### 報告ガイドライン
社会権規約委員会は、報告書の形式および内容について締約国に指針を与えるため報告ガイドラインを定めている。2006年、各人権条約に共通な事項の報告をまとめた共通コア文書 (common core document) と条約別文書 (treaty-specific document) に分ける「調和ガイドライン」が成立したことを受けて、2008年に社会権規約の条約別文書の報告ガイドラインが改訂された。
同ガイドラインによれば、条約別文書には、規約1条から15条までの法律上および事実上の実施に関する情報を、委員会の一般的意見や、規約上の権利の実現に影響する最近の進展を考慮しつつ、具体的に記載することとされている。また、権利の実現に向けての具体的な取組、実績について、さらに第2回以降の定期報告書では前回委員会の最終所見で指摘された事項に関する取組についても記載することとされている。その上で、1条から15条までに分けて記載すべき事項が詳細に規定されている。

#### 報告審査の方法
報告審査に当たっては、質問表 (list of issues) 方式がとられている。まず、会期前作業部会で、2会期分又は18か月先までの審査予定国についての質問表が作成される。その目的は、その後の建設的対話で主要な論点となるであろう事項を予め特定し、審査の効率化を図るとともに締約国代表者の準備を容易化することである。作業部会で作成された質問表は締約国に送付され、審査前に書面で回答を提出することが強く要請される。回答の準備には少なくとも6か月が与えられ、質問表と回答はOHCHRのウェブサイトで公表される。後述（#NGO等の参加）のとおり、NGOから委員会への情報提供も行われる。
委員会の会期における報告書の審査には、当該締約国の代表者が出席することが求められ、審査のあり方は建設的対話 (constructive dialogue) と呼ばれる。最初に締約国代表者が報告書の簡単な紹介を行い、関連する新しい情報があればそれを提供する。その後、社会権規約の条文をクラスター（通常、1条-5条、6条-9条、10条-12条、13条-15条の四つのクラスター）に分けて、質問表への回答を踏まえながら、委員からの質問が行われ、検討・調査を経ずにすぐに回答できるものは締約国代表者からの回答が行われる。その場で回答できないものは、後の会合又は書面で回答がなされる。
最後に、委員会は総括所見 (concluding observation) を作成する。委員会は建設的対話の終了後、非公開の会合を開いて意見交換を行う。その後、国別に割り当てられた報告者が総括所見の草案を準備する。総括所見は、導入部、積極的に評価できる点、主な懸念の対象、勧告で構成される。この草案を踏まえ、委員会は再度非公開の会合を開き、総括所見をコンセンサスで採択する。総括所見は、通常、会期最終日に公表されるとともに、締約国に送付される。1か国の報告書の審査につき、通常3会合（各3時間）の公開審査と2-3時間の非公開会合が持たれる。締約国は、総括所見に対して意見を提出することができ、その意見は総括所見とともに公表される。
委員会は、総括所見の中で、フォローアップとして、(1)勧告を実施するために行った取組について次回の定期報告書で報告することを要請することとされているほか、(2)必要に応じ、追加の情報や統計的データを次回報告書の提出期限前に提供するよう求めることができ、(3)また総括所見で示した特定の問題について次回期限前に応答することを求めることができる。これらの情報が提供されない場合は、委員会は、1名ないし2名の委員の派遣受入れを締約国に要請することができる。派遣された委員は委員会に報告を行い、それに基づき委員会は所見を作成する。締約国が派遣を受け入れない場合は、委員会は経社理に対し適当な勧告をすることができる。

### 一般的意見
社会権規約委員会は、報告審査以外に、特定の条項・権利の解釈に関する一般的意見 (general comment) を発出しており、これまで次のように合計21の一般的意見を採択している。
1. 報告義務（1989年）
2. 国際的技術援助措置：22条（1990年）
3. 締約国の義務の性質：2条1項（1990年）
4. 相当な住居に対する権利（1991年）
5. 障害者の権利（1994年）
6. 高齢者の経済的、社会的及び文化的権利（1995年）
7. 相当な住居に対する権利：強制的退去：11条1項（1997年）
8. 経済制裁と経済的、社会的及び文化的権利の尊重との関係（1997年）
9. 規約の国内的適用（1998年）
10. 国内人権機関の経済的、社会的及び文化的権利の保護における役割（1998年）
11. 初等教育の行動計画：14条（1999年）
12. 相当な食糧に対する権利：11条（1999年）
13. 教育に対する権利：13条（1999年）
14. 達成可能な最高の健康水準に対する権利（2000年）
15. 水に対する権利：11条及び12条（2002年）
16. 全ての経済的、社会的及び文化的権利の享有における男女の権利の平等：3条(2005年）
17. 自らが創作した科学的、文学的、芸術的成果から生じる精神的及び物質的利益の保護から恩恵を受ける万人の権利：15条1項(c)（2005年）
18. 労働に対する権利：6条（2005年）
19. 社会保障に対する権利（2008年）
20. 経済的、社会的及び文化的権利における差別の禁止：2条2項（2009年）
21. 文化的生活に参加する万人の権利（2009年）

委員会による一般的意見の作成は、規約上の権利内容の共通理解が不十分である現状において、規範や概念を明確化する努力として評価されており、権威ある国際レベルでの規約解釈となっている。
1990年の一般的意見3では、締約国の「漸進的実現の義務」の性格について、決して実質的意味のない義務ではないことを強調している。規約2条1項は、「各締約国は、立法措置その他のすべての適当な方法によりこの規約において認められる権利の完全な実現を漸進的に達成するため、自国における利用可能な手段を最大限に用いることにより、個々に又は国際的な援助及び協力、特に、経済上及び技術上の援助及び協力を通じて、行動をとることを約束する」と規定している。「漸進的実現の義務」であって即時的義務ではないことに重点を置けば、締約国に義務から逃れる口実を与えかねない。しかし、委員会は、(1)社会権規約の中にも差別禁止条項をはじめとして即時性を持った権利規定がいくつか存在すること、(2)漸進的達成が予定される権利についても一定の行動が合理的な短期間の間にとられなければならないこと、(3)社会権規約は締約国に最低限の中核的義務 (minimum core obligation) を課しており、多数の個人が食料、基礎保健、住居、基礎教育を奪われている国については、社会権規約の義務の不履行を一応 (prima facie) 認定できる（手段の利用可能性の欠如を立証する責任は締約国にある）ことなどを指摘しており、踏み込んだ解釈として評価されている。

### 一般的討議
社会権規約委員会では、会期中、1日を割いて、特定の権利又は規定を取り上げ、一般的討議 (general discussion) を実施することがある。その目的は、委員会の当該事項への理解を深める助けとすること、委員会が全ての関係当事者からのインプットを得る機会とすること、将来の一般的意見の基礎を固める助けとすることである。今まで、次のような事項について一般的討議が行われた。
- 食料に対する権利（1989年）
- 住居に対する権利（1990年）
- 経済的、社会的指標（1991年）
- 文化的生活に参加する権利：15条1項(a)（1992年）
- 高齢者の権利（1993年）
- 健康に対する権利：12条（1993年）
- 社会的セーフティ・ネットの役割（1994年）
- 人権教育及び広報活動（1994年）
- 締約国の義務の解釈及び実際的適用（1995年）
- 選択議定書草案（1995年、1996年）
- 食糧に対する権利の規範的内容（1997年）
- グローバル化とそれが経済的、社会的及び文化的権利の享有に及ぼす影響（1998年）
- 教育に対する権利：13条、14条（1998年）
- 自らが創作した科学的、文学的、芸術的成果から生じる精神的及び物質的利益の保護から恩恵を受ける万人の権利：15条1項(c)（2000年）
- 国際機関の開発活動における経済的、社会的及び文化的権利に関する国際的協議（2001年）
- 経済的、社会的及び文化的権利の享有における男女の権利の平等：3条（2002年）
- 労働に対する権利：6条（2003年）
- 社会保障に対する権利：9条（2006年）
- 文化的生活に参加する権利：15条1項(a)（2008年）
- 経済的、社会的及び文化的権利における差別の禁止：2条2項（2008年）
- 性と生殖に関する健康に対する権利：10条、12条（2010年）

### 選択議定書
2008年6月18日、国連人権理事会で 、続いて同年12月10日、国連総会決議で、経済的、社会的及び文化的権利に関する国際規約の選択議定書が採択された。2009年9月24日、署名式典が行われた。同議定書は、10か国が批准又は加入してから発効することとされていて、2024年年2月現在の締約国は29か国であり、2013年5月5日に発効済である。
議定書1条は、社会権規約委員会に個人通報（締約国から規約に定める権利を侵害されたと主張する個人からの通報）を受理・審査する資格を与えている。委員会は非公開で通報を審査した後、締約国に所見を送付し、勧告があればそれも併せて送付する。締約国は委員会の所見と勧告を検討した上、6か月以内に書面で応答することとされている（9条）。なお、個人通報のほかに、受入れを宣言した締約国については国家通報（10条）および調査制度（11条）も設けられており、社会権規約委員会がそれらの機能も担うこととなっている。

## NGO等の参加
委員会は、情報を広く収集するため、報告審査、一般的討議、一般的意見の起草の各場面において、NGOの参加の機会を保障している。報告審査において、NGOは政府報告書の審査の前に委員会に書面を提出することができるほか、会期前作業部会でも議題と関係を有する限り情報を提出することができる。また、委員会の各会期の初日にはNGO代表者が口頭で情報提供を行う公開の会合が設けられる。政府報告書に関して提出されたNGOの意見書は、OHCHRのウェブサイトへの掲載等により関係締約国にも知らされ、締約国がこれを読んでいることを前提に建設的対話も行われる。委員会では、これらのNGOの参加方法についてガイドラインを設けている。
また、一般的討議の場や一般的意見作成の過程で、関係する専門機関を含む国連機関の知見活用を図っており、国連人権理事会（旧国連人権理事会）の特別報告者や作業部会議長等、その他の専門家を呼んで議論に参加してもらうこともある。